# Achrioptera fallax
Achrioptera fallax Coquerel, 1861 è un insetto della famiglia Phasmatidae, diffuso nel Madagascar.

## Descrizione
La specie presenta un marcato dimorfismo sessuale negli adulti, con il maschio di colori accesi e più piccolo, mentre la femmina ha dimensioni maggiori e colori meno accesi.
Il maschio adulto, lungo circa 13 cm, presenta una colorazione sul blu elettrico molto accesa, con antenne rosso scuro e ali rosso fuoco; sulle zampe mesotoraciche e metatoraciche sono presenti inoltre dei rigonfiamenti spinosi arancioni; spine blu elettrico sono presenti anche su tutto il torace.
La femmina, più grande, raggiunge i 20 cm e presenta una colorazione molto più spenta: principalmente marroncina chiaro, presenta due antenne molto simili a quelle del maschio (rosso scuro), spine su tutto il torace e su tutte le zampe, ali rosso fuoco; alcune aree, principalmente sulle giunture degli arti, sono azzurre.
Le neanidi sono invece lunghe circa 2 cm, color marrone scuro e con antenne molto corte.
Le uova sono lunghe circa 5 mm, ovali e affusolate, di colore marrone chiaro.

## Biologia
Dopo 4-5 mesi di incubazione si schiudono le prime uova; le ninfe diventano adulte in un periodo che varia tra i 4 e i 6 mesi (prima i maschi e poi le femmine). Dopo poche settimane gli adulti iniziano ad accoppiarsi; la femmina depone le uova lanciandole con un movimento a frusta dell’addome. Gli adulti vivono poi per altri 6-8 mesi circa.
Il maschio, subito dopo l'ultima muta, non assume immediatamente i colori sgargianti che lo contraddistinguono, ma rimane di un colore olivastro; sviluppa poi tutti i suoi colori intensi dopo un paio di settimane.

### Alimentazione
Si nutre di foglie di eucalipto, rovo, quercia e lampone.

## Distribuzione e habitat
Achrioptera fallax è un endemismo del Madagascar.

## Galleria d'immagini

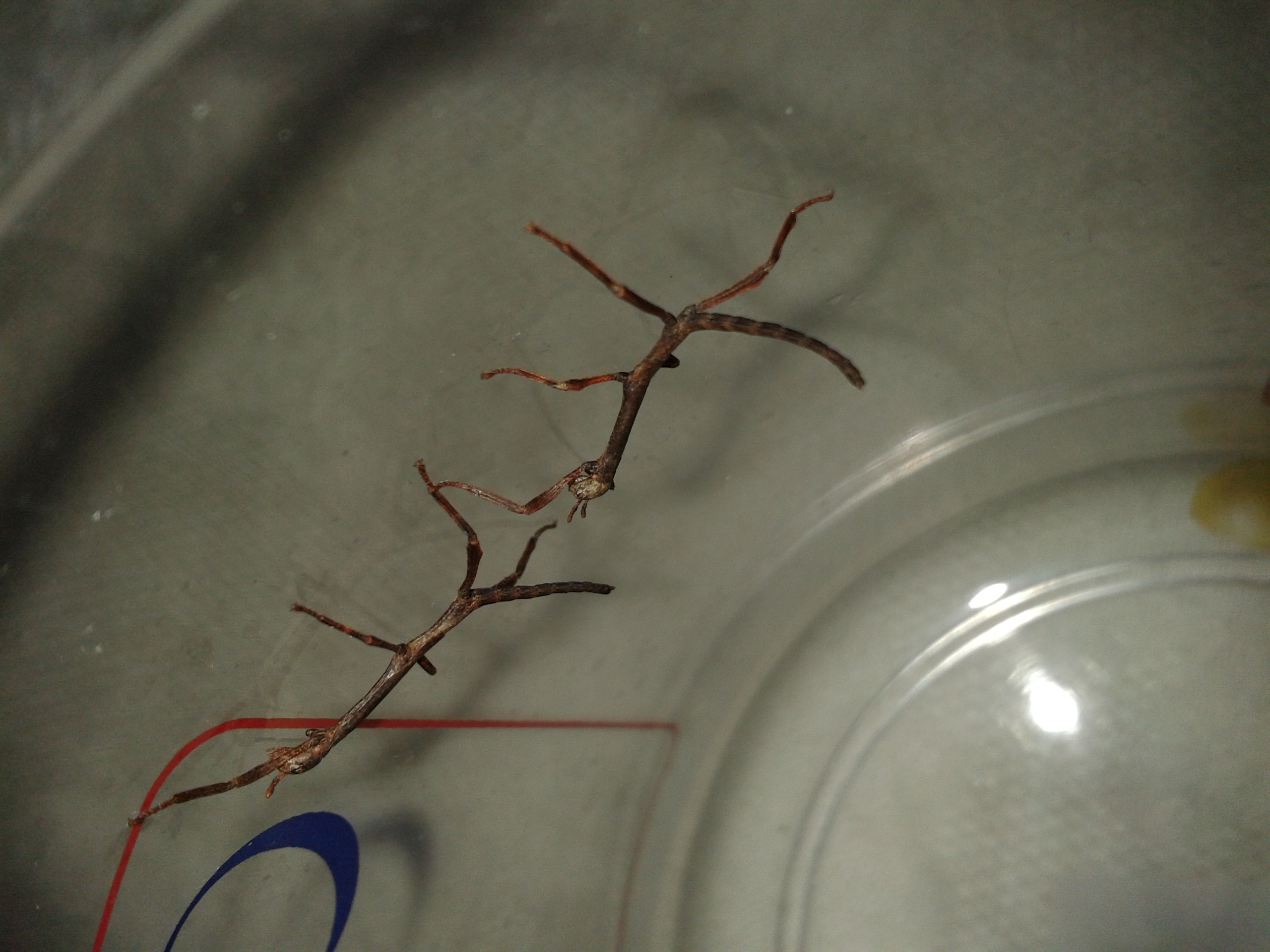
Neanidi
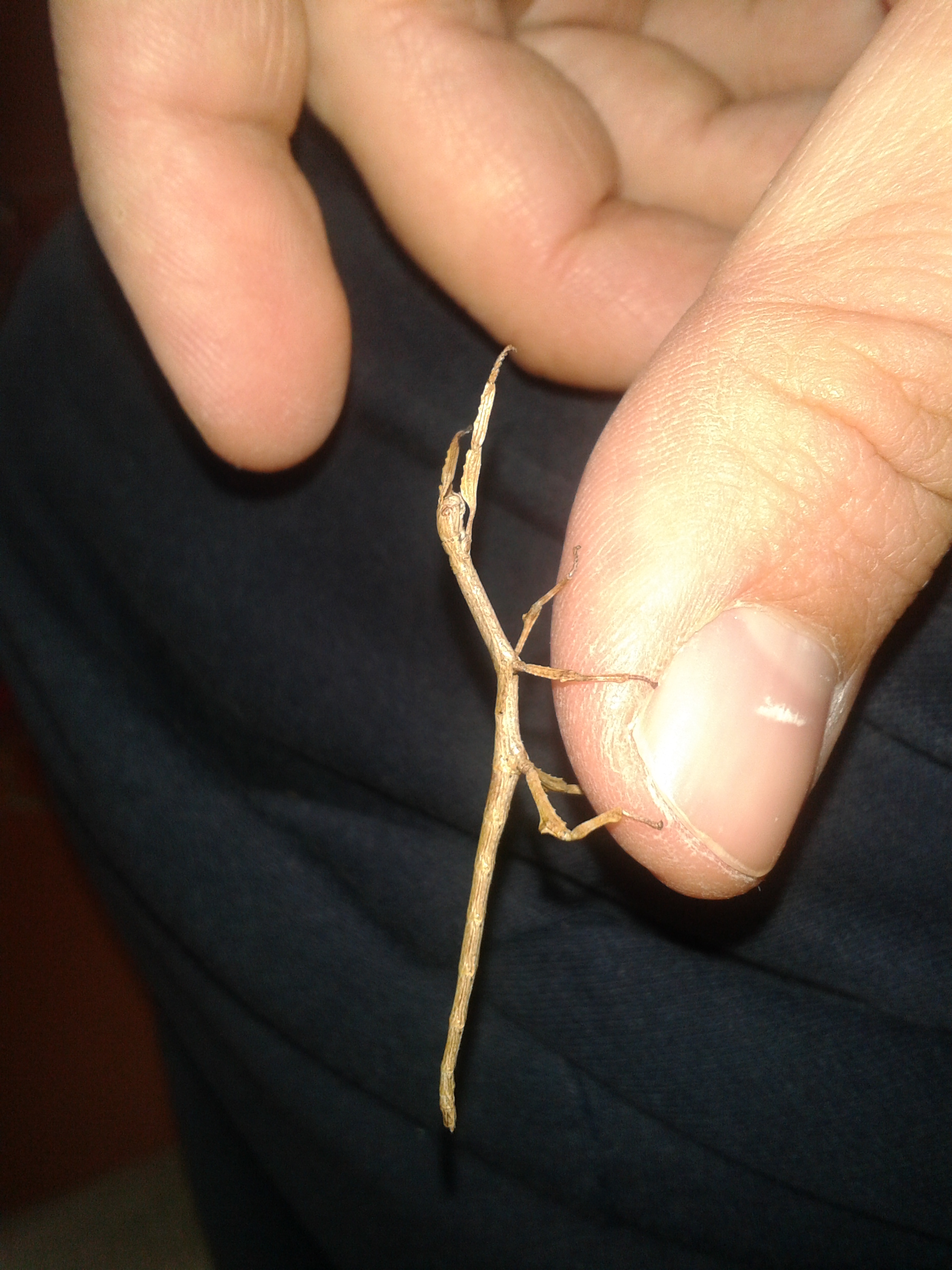
Ninfa
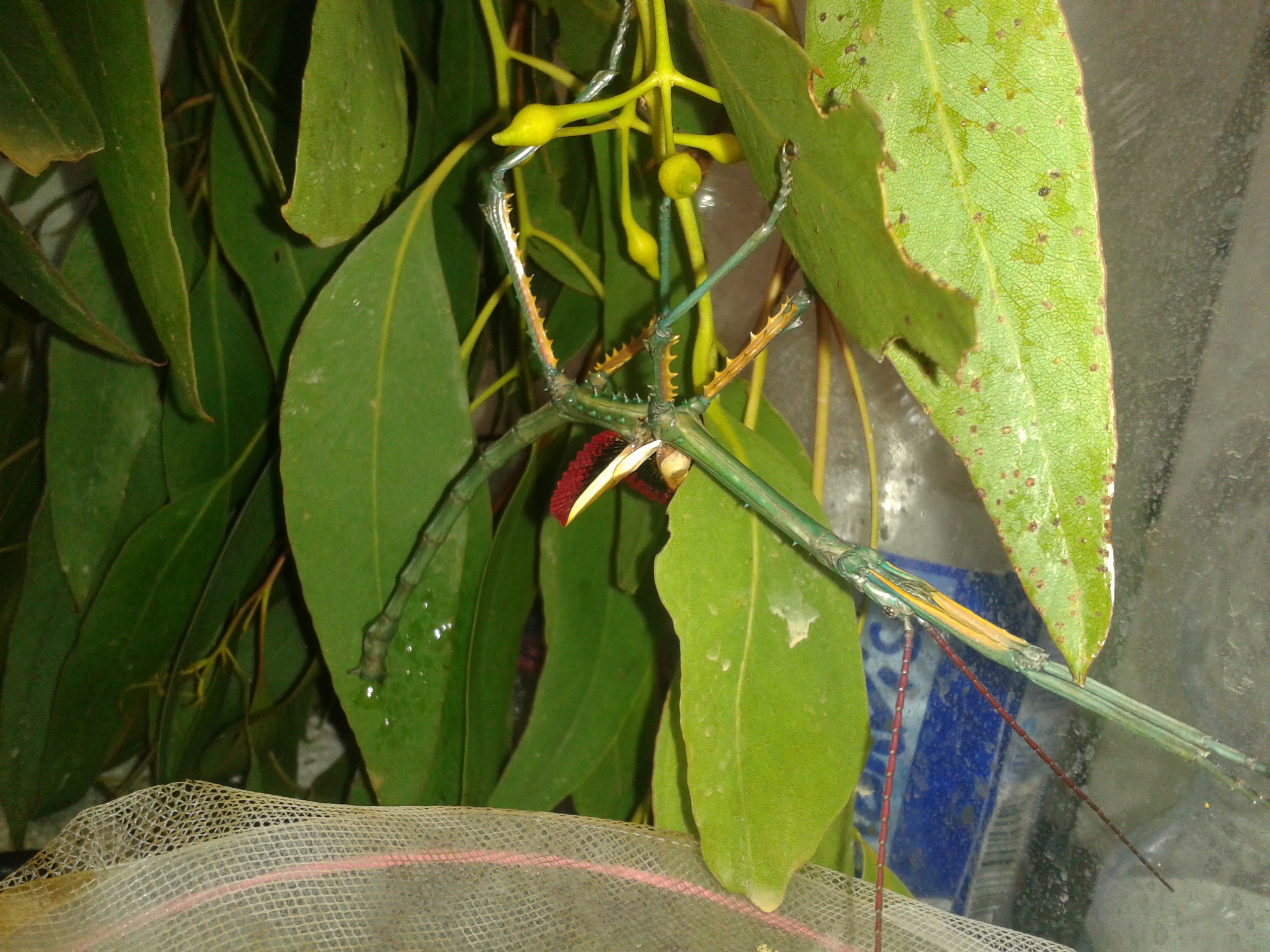
Maschio adulto
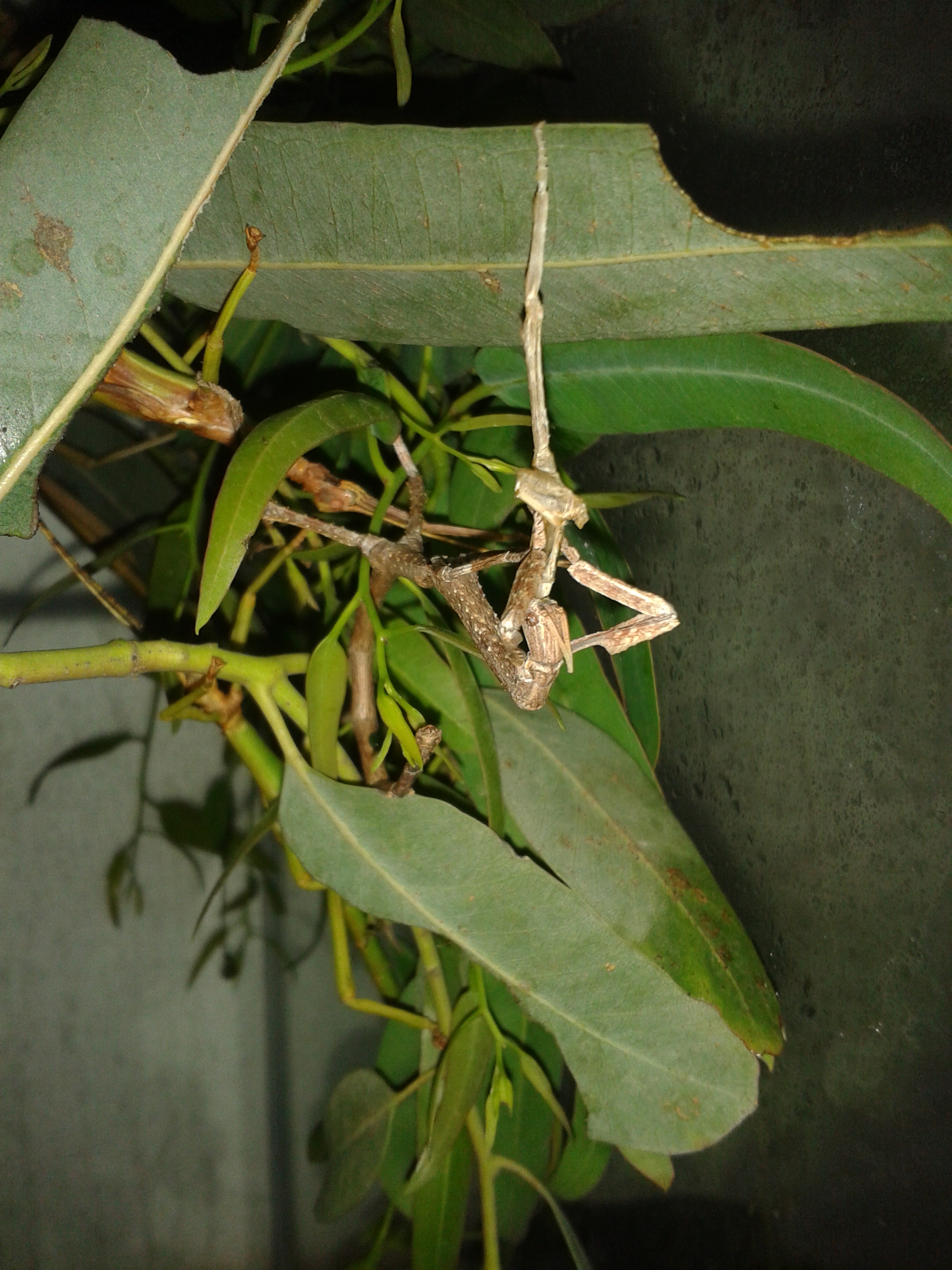
Achrioptera fallax mangia la sua exuvia dopo la muta